# لويس موريس (عالم رسم الخرائط)
لويس موريس (بالإنجليزية: Lewis Morris)‏ (و. 1701 – 1765 م) هو رسام الخرائط، ومتخصص بالأثريات، ومساح، وشاعر، ومجلد كتب ‏، وطباع من مملكة بريطانيا العظمى، وويلز، بدأ مشواره المهني سنة 1732، توفي عن عمر يناهز 64 عاماً.